# Janiki Wielkie (gromada)
Janiki Wielkie – dawna gromada, czyli najmniejsza jednostka podziału terytorialnego Polskiej Rzeczypospolitej Ludowej w latach 1954–1972.
Gromady, z gromadzkimi radami narodowymi (GRN) jako organami władzy najniższego stopnia na wsi, funkcjonowały od reformy reorganizującej administrację wiejską przeprowadzonej jesienią 1954 do momentu ich zniesienia z dniem 1 stycznia 1973, tym samym wypierając organizację gminną w latach 1954–1972.
Gromadę Janiki Wielkie z siedzibą GRN w Janikach Wielkich utworzono – jako jedną z 8759 gromad na obszarze Polski – w powiecie morąskim w woj. olsztyńskim na mocy uchwały nr 17 WRN w Olsztynie z dnia 4 października 1954. W skład jednostki weszły obszary dotychczasowych gromad Janiki Wielkie i Janiki Małe, ponadto miejscowości Surbajny i Zatyki z dotychczasowej gromady Surbajny oraz miejscowości Nowe Jaśkowo, Rozdroże i Jaśkowo z dotychczasowej gromady Surzyki Wielkie, ze zniesionej gminy Boreczno, wreszcie obszar dotychczasowej gromady Mazanki ze zniesionej gminy Zalewo – w tymże powiecie. Dla gromady ustalono 10 członków gromadzkiej rady narodowej.
Gromadę zniesiono 1 stycznia 1960, a jej obszar włączono do gromad Boreczno (wsie Janiki Małe, Janiki Wielkie i Surbajny, osady Kątki i Młynik oraz PGR-y Jaśkowo, Jaśkowo Nowe, Międzychód, Rozdroże i Zatyki), Zalewo (wieś Mazanki) i Szymonowo (PGR-y Kęty i Smolno) w tymże powiecie.	